# Crocidura arispa
Crocidura arispa — вид ссавців, що належать до родини мідицевих. Є ендеміком Туреччини. Його природне місце проживання — скелясті місцевості. C. arispa населяє скелясті місцевості. Він пристосований до посушливого клімату і пристосований до проживання в тріщинах.